# Palacio Belgrano Otamendi
El Palacio Belgrano Otamendi (también conocido como Palacio Belgrano o Palacio Otamendi, indistintamente) se encuentra ubicado en la ciudad de San Fernando, en la calle Sarmiento 1427 de dicha ciudad. De estilo ecléctico, fue inicialmente la residencia de Joaquín Mariano Belgrano —arquitecto, que se tomó, él mismo, el trabajo de diseñarla—, sobrino bisnieto de Carlos José Belgrano, hermano del prócer de la independencia argentina, Manuel. Su construcción se llevó a cabo entre 1879 y 1882 y, durante muchos años, gracias a su torre, fue la construcción más alta de la ciudad, como también una reconocida residencia aristocrática del norte de Buenos Aires. Aunque llamada originalmente «Villa María», en honor a María Villarino Márquez, madre del arquitecto Belgrano y sobrina de Bernabé Márquez, fue conocida como Palacio Belgrano y luego Palacio Otamendi, cuando la adquirió la familia Otamendi a principios del siglo XX. La propiedad se encuentra protegida mediante ordenanzas municipales, como también, debido a su antigüedad, por la Comisión Nacional de Monumentos Históricos.
Posteriormente, pasó a manos del Estado argentino, que le asignó diversos usos hasta dejarlo abandonado y casi en ruinas, producto de distintos vandalismos. En 2022, tras una ley nacional, el predio fue cedido a la ciudad de San Fernando, que lo restauró y lo reinauguró el 15 de julio de 2023, albergando en la actualidad un centro cultural y teatro.

## Historia

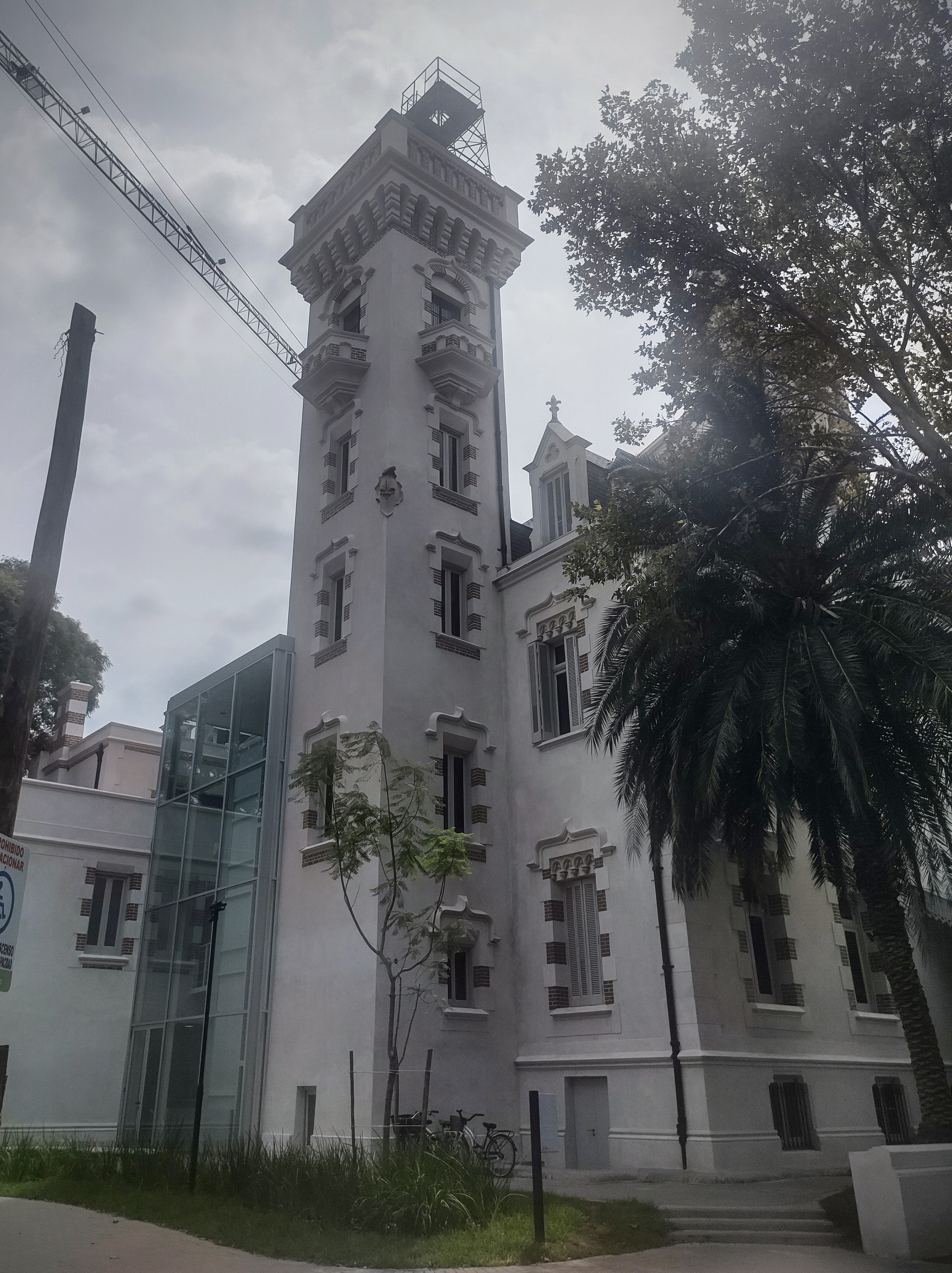
Torre

La familia Belgrano tenía una importante vinculación con la ciudad de San Fernando, ya que Carlos José Belgrano había sido autoridad militar del fuerte de San Fernando de la Buena Vista, y estuvo a cargo de las tropas que combatieron en la zona contra los ingleses, además de otras funciones administrativas. Su sobrino bisnieto, Joaquín Mariano Belgrano, uruguayo, arquitecto formado en París, decidió levantar su casa en la ciudad, encargándose él mismo del diseño. Se encontraba casado con Josefina Rawson, con quien tuvo siete hijos y habitaron la casa hasta su muerte en 1901, en París. Al momento de su inauguración, con sus materiales importados de Europa, la propiedad tenía ocho pisos, más de veinte habitaciones, destacándose una importante biblioteca de más de cinco mil ejemplares, como también el vestíbulo que tenía, y conserva, una placa de azulejos de Delft, realizada por el paisajista Cornelis Springer que, según la tradición oral, era la ciudad favorita de la señora Rawson. La torre, de estilo neogótico, buscaba ser una referencia a la carrera militar de la familia Belgrano. A la muerte de Belgrano, su esposa decidió, entonces, vender la casa al matrimonio formado por Rómulo Otamendi y Matilde Carballo, quienes la utilizarían como casa de veraneo.
La prematura muerte de la única hija del matrimonio Otamendi, Estela Matilde, y luego de la señora Carballo, movió a Otamendi a donar la propiedad a la Sociedad de Beneficencia de Buenos Aires, quienes decidieron que se transforme en un hogar de niñas a cargo de la orden religiosa española, Congregación de los Santos Ángeles Custodios de Bilbao, que fue disuelta en 1936. Es en ese último año pasó a manos del Estado argentino, que le dio diversos usos, como instituto correccional de menores, centro de rehabilitación de drogadictos, hasta llegar a ser dependencia del Ministerio de Desarrollo Social en el 2000. Estos vaivenes causaron uno enorme daño a la propiedad, que la sumergió a partir de entonces en el abandono.
Durante aquella etapa, la casa fue intrusada, vandalizada e incluso fue incendiada. Con el paso del tiempo, se intentó recuperar el predio por iniciativa del intendente Juan Andreotti y vecinos de la ciudad, como descendientes de la familia Belgrano. En el 2017 sufrió un incendio intencional, que destruyó parte de sus techos. En 2019, un decreto de Marcos Peña autorizó su demolición por considerar que en el estado en que se encontraba el inmueble, era innecesario seguir poseyéndolo, por lo que instó a la venta. Esto motivó que el intendente Andreotti iniciase gestiones, infructuosas, para comprar el predio a nombre del municipio.
Gracias a una iniciativa de la madre del intendende, quien se desempeñaba como diputada nacional, Alicia Aparicio, a través de una ley nacional se permitió transferir la nuda propiedad a la ciudad en 2022, por intermedio de la Agencia de Administración de Bienes del Estado. En enero de 2022 comenzaron las obras de restauración de la histórica propiedad, que finalizaron con su reinauguración el 15 de julio de 2023.